# Kürkcü, Gürün
Kürkcü là một xã thuộc huyện Gürün, tỉnh Sivas, Thổ Nhĩ Kỳ. Dân số thời điểm năm 2011 là 17 người.